# Zella (Krölpa)
Zella ist ein Ortsteil der Gemeinde Krölpa im thüringischen Saale-Orla-Kreis. Zella liegt etwa eineinhalb Kilometer nordwestlich der Ortslage Krölpa.

## Geschichte
Zella wurde am 5. Mai 1229 erstmals urkundlich erwähnt. Zella gehörte bis 1815 zum kursächsischen Amt Arnshaugk und kam nach dessen auf dem Wiener Kongress beschlossenen Abtretung an den preußischen Landkreis Ziegenrück, zu dem der Ort bis 1945 gehörte.
Zella wurde am 1. Juli 1950 in die Gemeinde Krölpa eingemeindet.
Die Einwohnerzahl betrug 1933 127 und stieg bis 1939 auf 138 Einwohner an.